# روسلان
روسلان (به انگلیسی: Ruslaan) یک فیلم هندی اکشن هندی-زبان است که در سال ۲۰۲۴ اکران شد، کارگردان آن کاران لالیت بوتانی بود و تهیه‌کنندگی را کی. کی. راداموهان بر عهده داشت. آیوش شارما نقش اصلی را بازی کرد که نام فیلم از همین شخصیت انتخاب شده است، در کنار او سوشری شریا میشرا، جاگاپاتی بابو و ویدیا مالواده بازی می‌کنند. این فیلم در روز ۲۶ آوریل ۲۰۲۴ اکران شد.